# 葉亨 (東寧)
葉亨，明末福建同安人，為鄭成功的部將，父葉翼雲。
歷官承宣萬年縣知事、禮官、國子助教、監軍、兵部郎中。鄭經西征時隨軍前往，清朝漳州守將黃芳度反正後，鄭經任命為漳州知府，再任興泉僉事。